# Morgan's Point (Teksas)
Morgan's Point je grad u američkoj saveznoj državi Teksas. Prema popisu stanovništva iz 2010. u njemu je živjelo 339 stanovnika.